# Bellinghem
Bellinghem is een gemeente in het Franse departement Pas-de-Calais (regio Hauts-de-France). De plaats maakt deel uit van het arrondissement Sint-Omaars. Bellinghem telde op 1 januari 2022 1.075 inwoners. 
De naam Bellinghem is een samenvoeging van de plaatsnamen Herbelles en Inghem.

## Geschiedenis
De fusiegemeente Bellinghem ontstond op 1 september 2016 uit de voormalige gemeenten Herbelles en Inghem.

## Geografie
Bellinghem ligt ongeveer tien kilometer ten zuiden van Sint-Omaars en grenst aan Pihem in het noorden en noordwesten, Helfaut in het noorden en noordoosten, Ecques in het noordoosten, Clarques het oosten, Thérouanne in het zuiden en zuidoosten, Delettes in het zuiden en zuidwesten, en Cléty in het Westen. De oppervlakte van Bellinghem bedroeg op 1 januari 2022 7,74 vierkante kilometer; de bevolkingsdichtheid was toen 138,9 inwoners per km².
Herbelles is de hoofdplaats van de gemeente.

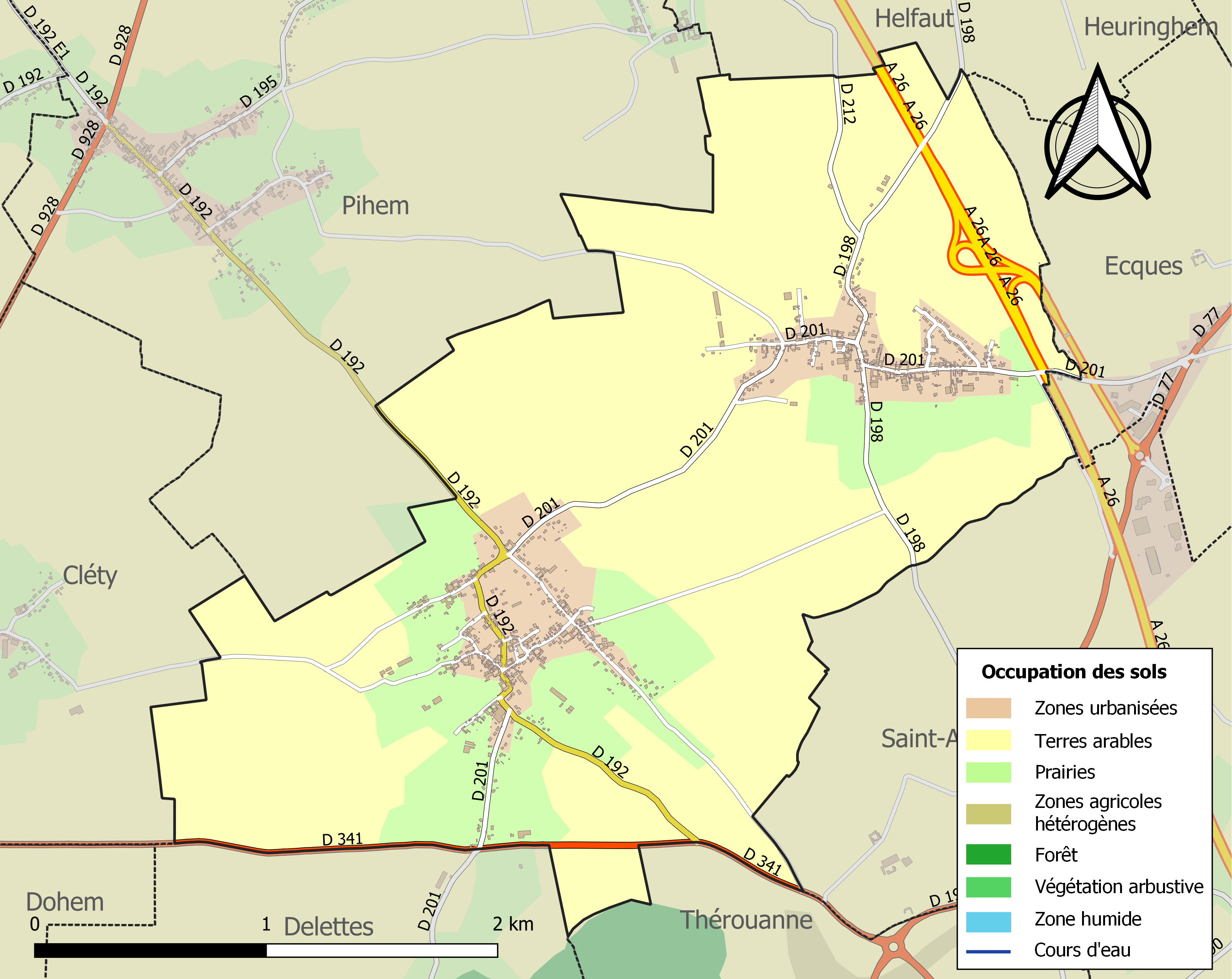
Kaart van de gemeente met belangrijkste infrastructuur, bodemgebruik en omliggende gemeenten